# Westinghouse Playhouse
Westinghouse Playhouse is een Amerikaanse sitcom die uitgezonden werd op NBC van januari tot juli 1961. De serie, met Nanette Fabray in de hoofdrol, stond ook bekend als The Nanette Fabray Show en Westinghouse Playhouse Starring Nanette Fabray and Wendell Corey. De serie werd in syndicatie uitgezonden onder de titel Yes, Yes Nanette. Er werd één seizoen ofwel 26 afleveringen geproduceerd.

## Verhaal
Nan is een succesvolle Broadway-ster die na een korte verkering trouwt met weduwnaar Dan McGovern. Op weg terug naar zijn huis in Hollywood ontdekt Nan dat haar nieuwe echtgenoot zijn twee kinderen niet heeft ingelicht over zijn huwelijk. Vervolgens wordt Nan geconfronteerd met zijn twee onhandelbare kinderen, Buddy en Nancy. De serie gaat over haar problemen en beproevingen in de omgang met de kinderen en de huishoudster, Mevr. Harper.

## Rolverdeling
| Acteur            | Personage       |
| ----------------- | --------------- |
| Nanette Fabray    | Nan McGovern    |
| Wendell Corey     | Dan McGovern    |
| Bobby Diamond     | Buddy           |
| Jacklyn O'Donnell | Nancy           |
| Mimi Gibson       | Barbie McGovern |
| Doris Kemper      | Mevr. Harper    |